# Covet
Covet es una localidad española del municipio leridano de Isona y Conca Dellá, en la comunidad autónoma de Cataluña.

## Historia
Hacia mediados del siglo XIX, la localidad, por entonces con ayuntamiento propio, contaba con una población de 71 habitantes. La antigua parroquia es la iglesia de Santa María. Covet aparece descrita en el séptimo volumen del Diccionario geográfico-estadístico-histórico de España y sus posesiones de Ultramar de Pascual Madoz de la siguiente manera:

COVET: l. con ayunt. en la prov. de Lérida (17 horas), part. jud. de Tremp (4 y 1/2), aud. terr. y c. g. de Cataluña (Barcelona 34), dióc. de Urgel (18), sit. en un llano á la izq. de un barranco que baja contiguo á las mismas casas; perfectamente ventilado y de clima aunque frio saludable. Tiene 30 casas bajas y de mala construccion, distribuidas en algunas calles irregulares y desiguales: la igl. parr. (Sta. Maria), tiene por anejas las de Llordá y Sieall ó Siall, que las sirve el cura de dicha parr., el cual es de provision del clero cated. de la Seo de Urgel: el cementerio está contiguo á la igl. á la entrada del pueblo. Los hab. de este l. se proveen de agua para sus necesidades de un pozo que hay á 200 pasos de él y tambien de una fuente de buena calidad que se halla á 1/4 de hora de su lado S.: se estiende el térm. de N. á S. 1 hora y 3/4 de E. á O.; confinando por N. con Biscarre; E. con el de Benavent; S. con el de San Salvador de Tolo mediante el torrente ó r. de su nombre y O. Isona: á 1/2 hora corta por el lado S. bajando del pueblo está el meson llamado de las Moreras sobre el camino real que va de la Conca de Tremp á Cervera y tierra baja; y á igual dist. por la parte N. se halla el Manso denominado de San Marti: atraviesa por él el barranco arriba mencionado que cruza inmediato á las casas y se dirige á reunirse al torrente que pasa cerca de la espresada venta comunmente lleva poca agua, y en los veranos de las Moreras: acostumbra secarse: el terreno aunque la mayor parte es llano, está quebrado por las aguas que bajan del monte de Benavent: su calidad por lo común es mala, pues apenas produce el 4 por 1 de semilla; roturándose tierras en el monte comun de Isona, en el cual se proveen de leña por no haberla en el térm., que solo en alguna propiedad de particulares hay algunos robles, fresnos y olmos. caminos: á 1/2 hora por el lado S. del térm. pasa el que dirige de la Conca de Tremp á Artesa de Segre y tierra baja: es de herradura y malo. prod.: trigo, cebada, centeno, avena, vino y aceite: se cria ganado lanar, y se mantiene el de labor preciso para el cultivo de las tierras; la caza consiste en liebres, perdices y conejos. comercio: venta de frutos sobrantes en los mercados de Isona, donde se proveen de los géneros y art. de que carecen. pobl.: 12 vec., 71 alm. cap. imp.: 19,026 rs. contr.: el 14'28 por 100 de esta riqueza.
(Madoz, 1847, pp. 162-163)

En el censo de 1857 el término municipal de Covet fue absorbido por el de Isona, que a su vez en 1970 pasó a formar parte del municipio de Conca d'Allá, renombrado como Isona i Conca Dellà en la década posterior. En 2021, la localidad de Covet tenía 5 habitantes censados.